# Селиванов, Николай Павлович
Николай Павлович Селиванов (родился 1 января 1936 года) — российский учёный, профессор (1986). Академик Международной и Российской инженерных академий. Академик РАЕН (1997). Вице-президент Российской инженерной академии. Вице-президент РАЕН. Президент Фонда изобретательской деятельности РИА. Член Высшего инженерного совета РФ (2005).

## Обучение
Николай Павлович окончил в 1958 году Воронежский инженерно-строительный институт, а в 1985 стал доктором технических наук.В 1953 году окончил среднюю школу № 61 станции Графская,связь с учениками которой поддерживает до сих пор.Материалы о знаменитом выпускнике собраны в музее истории поселка,находящемся в школе.

## Участие в реализации космических программ
- Разработка лунных обитаемых сооружений.
- Испытательные полеты в режиме воспроизведения лунной гравитации.
- Авиационно-парашютные экспедиции на Северный полюс и в Антарктиду.
- В полярных экспедициях решал проблемы совершенствования авиапарашютной технологии доставки грузов в неосвоенные районы, использования природной энергии Солнца, ветра, других возобновляемых источников.

## Разработки долговременных лунных баз
- Создал энергетическую концепцию и антропоэкологические основы космической архитектуры обитаемых объектов (1975—1983).
- Выявил эффект энергетической индифферентности полных множеств тел космических сооружений в направленном поле излучений (1975—1976).
- Ввёл в строительную физику стационарных объектов критерий лучистого теплообмена в поле высокотемпературного излучения и выявил классы тел с критерием лучистого теплообмена, равного, большего или меньшего критерия А. Ч. Т.(абсолютно чёрное тело).
- Дал определение абсолютно серых тел.
- Выявил эффект всплытия в реголите модульных сооружений в результате эксплуатационных вибраций и запатентовал конструктивную систему биологической защиты модулей лунных сооружений, наделенную функцией защиты от всплытия в лунном грунте.
- Разработал и запатентовал конструкцию модульного лунного сооружения, компактные конструктивные системы перекрытий и переборок многосекционных космических модулей, наделенные функцией СЖО (системы жизнеобеспечения) при аварийной разгерметизации (метеоритом) одной или нескольких секций модуля, предложил конструктивную систему андрогинных стыков космических модулей.
- Разработал бионический принцип энергетической адаптации космических сооружений и вахтовых инопланетных поселений и конструктивные системы трансформируемых объектов с оптимально регулируемым в диапазоне космической амплитуды температур «лунный день — лунная ночь» (от +140 до 160 ·С) теплозащитой и радиационным балансом.
- Разработал принцип селективной фильтрации светопрозрачными ограждениями солнечных космических излучений (СКИ) с понижением интенсивности опасных для биологических объектов высокочастотных участков электромагнитного спектра, включая УФ-диапазон, до экологически безопасного для космонавтов-землян уровня и запатентовал конструкции светопроемов лунных сооружений с биологической защитой аналогичной, создаваемой атмосферой Земли.
- Разработал системы высокоотражающих непрозрачных солнцезащитных экранов с критерием лучистого теплообмена с близкими к абсолютно чёрному телу.
- Разработал систему энергетической фильтрации и концентрированной подачи в помещения заглубленных лунных сооружений непреобразованного солнечного света.
- Автор ряда научно-демонстрационных приборов для моделирования солнечной инсоляции: земных, лунных и марсианских инсолоскопов, принципиально разработал конструктивные решения приборов, моделирующих взаимные пространственные эволюции систем космических объектов «Земля-Луна» и «Луна-Земля», приборов, моделирующих смены фаз Луны, систему «Земля-Звездное небо», демонстрационные модели Галактики.
- Разработал приборы и методы определения альбедо объектов с нерегулярными характеристиками отражающей поверхности.

## Иные достижения
- Специалист в области правоприменения законодательных норм, связанных с реализацией патентного права на стадии создания и использования интеллектуальной собственности. Главные научные интересы лежат в областях знаний: гелиоэнергетика; строительство; летательные аппараты с переменной сплавной силой; волновые движители и средства передвижения в различных средах, изобретательская деятельность.
- Теоретически и практически разработал и развил новые направления в прикладной энергетике — строительные гелиокомплексы, ветроэнергоактивные и солнечные энергоактивные здания.
- Сформулировал основные положения критериальной теории бесконечных поверхностей и варианты её инженерной интерпретации в различных областях техники.
- Автор более 900 изобретений, в том числе частично реализованных при восстановлении несущих колонн Колонного зала Дома союзов, создании велотрека в Крылатском, Факельного олимпийского комплекса в Лужниках (1980), реконструкции транспортного комплекса г. Москвы (1998—2002); десантировании грузов и техники на дрейфующие станции «Северный полюс» (1983—1986); производстве фторопластов (1995), в технологиях добычи и обогащения полиметаллических руд и нерудных ископаемых, металлургии, машиностроении, способах получения материалов на основе фтористых и азотосодержащих соединений; в технологиях получения, переработки и хранения пищевых продуктов. Награждён медалями.